# POMK
POMK (англ. Protein-O-mannose kinase) – білок, який кодується однойменним геном, розташованим у людей на 8-й хромосомі. Довжина поліпептидного ланцюга білка становить 350 амінокислот, а молекулярна маса — 40 050.
| 10         |  | 20         |  | 30         |  | 40         |  | 50         |
| ---------- |  | ---------- |  | ---------- |  | ---------- |  | ---------- |
| MEKQPQNSRR |  | GLAPREVPPA |  | VGLLLIMALM |  | NTLLYLCLDH |  | FFIAPRQSTV |
| DPTHCPYGHF |  | RIGQMKNCSP |  | WLSCEELRTE |  | VRQLKRVGEG |  | AVKRVFLSEW |
| KEHKVALSQL |  | TSLEMKDDFL |  | HGLQMLKSLQ |  | GTHVVTLLGY |  | CEDDNTMLTE |
| YHPLGSLSNL |  | EETLNLSKYQ |  | NVNTWQHRLE |  | LAMDYVSIIN |  | YLHHSPVGTR |
| VMCDSNDLPK |  | TLSQYLLTSN |  | FSILANDLDA |  | LPLVNHSSGM |  | LVKCGHRELH |
| GDFVAPEQLW |  | PYGEDVPFHD |  | DLMPSYDEKI |  | DIWKIPDISS |  | FLLGHIEGSD |
| MVRFHLFDIH |  | KACKSQTPSE |  | RPTAQDVLET |  | YQKVLDTLRD |  | AMMSQAREML |
|            |  |            |  |            |  |            |  |            |

A: Аланін

C: Цистеїн

D: Аспарагінова кислота

E: Глутамінова кислота

F: Фенілаланін

G: Гліцин

H: Гістидин

I: Ізолейцин

K: Лізин

L: Лейцин

M: Метіонін

N: Аспарагін

P: Пролін

Q: Глутамін

R: Аргінін

S: Серин

T: Треонін

V: Валін

W: Триптофан

Кодований геном білок за функціями належить до трансфераз, кіназ. 
Задіяний у такому біологічному процесі, як ацетилювання. 
Білок має сайт для зв'язування з АТФ, нуклеотидами. 
Локалізований у мембрані, ендоплазматичному ретикулумі.